# Рябенко, Виктор Ефимович
Виктор Ефимович Рябенко (11.11.1918, село Малый Улуй Ачинского района, Красноярский край — 23.04.1998, Иркутск) — советский геолог, Герой Социалистического Труда (1966).
Сын железнодорожника и уборщицы. Окончил Иркутский горно-металлургический институт (1944). В 1944—1949 в составе Спецэкспедиции в Монголии на разведке месторождений молибдена и вольфрама. В 1949—1952 главный геолог Иркутского комбината «Востсиболово» (поиск редких металлов в Восточном Саяне). В 1952—1956 директор рудоуправления в Китае (Кок-Тогайское месторождение редкоземельных металлов).
В 1956—1960 гл. инженер Бурятского Геологического управления (разведка месторождений молибдена, хризотил-асбеста, плавикового шпата, редких металлов и угля).
С 1960 главный инженер, в 1962—1976 директор Иркутского Геологического управления.
В 1976-1982ервый заместитель Министра геологии РСФСР.
Доктор геолого-минералогических наук, профессор.
В 1966 г. присвоено звание Героя Социалистического Труда. Лауреат Ленинской премии (1981) за золоторудное месторождение Сухой Лог в Бодайбинском районе  и Государственной премии СССР (1967) за Савинское месторождения магнезита. Награждён двумя орденами Ленина, орденом Трудового Красного Знамени, медалями.
В 1982 году вернулся жить в Иркутск. Умерапреля 1998 года, похоронен на Радищевском кладбище.